# 大鸣大放
大鸣大放，是指1957年，由中国共产党中央委员会主席毛泽东发动的一场在中华人民共和国境内的政治活动，又名五七之春。

## 过程
1957年4月2日，中共中央发布《关于整风运动的指示》，其中提到“既严肃认真又和风细雨的思想教育和恰如其分的批评和自我批评”。在组织党外人士对党政工作中的错误缺点展开批评过程中，《新民晚报》赵超构提出要“鸣放”，对此党主席毛泽东予以支持。随后不满中共关于此前“和风细雨地开展批评和自我批评”方针的人士主张改用“大民主”，提出“大鸣、大放”，因此造成政治不稳定状态出现。
5月15日，毛泽东写出《事情正在起变化》，指出在民主党派和高等学校中，右派开始出现。但在次日，中共中央依然发出指示决定放手右派言论，并暂时不批驳。6月6日，中共中央发出《关于抓紧时间继续开展整风运动的指示》，决定开始孤立右派。6月7日，中共中央发布《关于组织力量准备反击右派分子的猖狂进攻》的指示，同日《人民日报》发表毛泽东起草的《这是为什么？》社论，掀起了大规模的反右派斗争，并不断出现扩大化问题。

## 结果
但由于标准很难掌握，中共中央在10月15日下达《划分右派分子标准的通知》，并导致55万人被划为右派分子，其中章伯钧、罗隆基、储安平等人为代表。1959年9月，中共中央发布分期分批摘掉“右派分子”帽子的指示，并分五批至1964年大多数人摘掉了帽子。

## 评价
此事的前因后果出乎包括中共中央高层的意料，在历史上也有不同观点。温绍贤主张中共邀請全國範圍党外人士、民主党派和知識分子提意見，本意想幫助中共整頓風氣；但知識分子提出的意見超出毛澤東預想，後來中共根據這些意見，把幾十萬人設成「資產階級右派分子」進行秋後算帳，並引發其後的反右運動。

## 延伸阅读
- Joel Andreas. . Oxford Scholarship Online. 2019  [2020-02-25]. ISBN 9780190052607. （原始内容存档于2020-06-15）.
- 鲁丹. . 北京: 光明日报出版社. 1996-12. ISBN 7-80091-922-6.